# 若瑟·瑪爾香
若瑟·瑪爾香（法語：Joseph Marchand；1803年8月17日—1835年11月30日）是一位法國巴黎外方傳教會的傳教士，被越南人稱為「游神父」（cố Du）。

## 生平
若瑟·瑪爾香出生在法國杜省的帕薩旺。後來來到越南的南圻傳教。
1833年，黎文傀在南圻發動叛亂，自稱大元帥，反抗明命帝的統治。當時越南朝廷對天主教持嚴厲打壓態度，而被流放到南圻的應和公阮福旦（阮福美堂），則持親基督教的態度。瑪爾香便號召越南各地的天主教徒起兵響應，聲稱要擁立阮福旦為帝，將越南建立成天主教國家。兩年之後，明命帝派兵攻破藩安城，鎮壓了這次叛亂。朝廷認定他犯有大逆罪，行凌遲。死後，被羅馬教宗良十三世列為真福品。
1988年，瑪爾香被若望·保祿二世封聖。其慶日為11月30日。11月24日，他與其他越南殉道聖人一起受慶日的紀念。